# 聖教新聞社
聖教新聞社（せいきょうしんぶんしゃ）は、宗教法人創価学会の出版部門である。創価学会の機関紙である『聖教新聞』の発行などを手がけている。聖教新聞社は第三文明社とは違い株式会社などの法人格を取得しておらず、創価学会から独立していない。
コーポレート・メッセージは「言葉と、生きていく。SEIKYO SHIMBUN」。

## 沿革
- 1951年（昭和26年） - 創価学会によって『聖教新聞』が創刊される。
- 1959年（昭和34年） - 『聖教グラフ』（後の『グラフSGI』）が創刊される。
- 1965年（昭和40年） - 池田大作会長（当時）の意向で『聖教新聞』が日刊化される。
- 1970年（昭和45年） - 東京都新宿区信濃町18番地に、聖教新聞社の本社ビルが落成する。
- 2004年（平成16年） - ISO 14001取得
- 2010年（平成22年） - 『世界が愛した絵本』が一社提供を開始。
- 2017年（平成29年） - 初代社屋が老朽化してきたため、新社屋の建設を発表。
- 2019年（令和元年） - 本社機能が新宿区信濃町7番地の旧・東京電力病院跡地に建設された「創価学会世界聖教会館」に移転する[1][2]。

## 発行している新聞・雑誌

### 新聞
- 聖教新聞（日刊）
- 創価新報（月刊、青年部向け） - 1983年（昭和58年）から2019年（令和元年）までは月2回刊の発行体制だった。
- 少年少女きぼう新聞（月刊、少年少女部向け）- 1969年から2012年までは「小学生文化新聞」（月2回刊）
- 未来ジャーナル（月刊、中等部・高等部向け）- 1969年から2012年までは「中学生文化新聞」（月2回刊）

### 雑誌
- 大白蓮華（月刊）
- グラフSGI（月刊。2019年1月から休刊中）
- World Seikyo（年2回刊行）